# Critical Role Productions
Critical Role Productions, LLC é uma empresa de produção de multimídia, incorporada em 2015 pelos membros criadores da websérie Critical Role. A série original da empresa era produzida anteriormente pelo Geek & Sundry. A empresa se mudou para seu próprio estúdio em 2018, e começou a criar e transmitir shows próprios nos seus canais do Twitch e YouTube. A separação com Legendary Digital Networks foi finalizada no início de 2019, quando ela assumiu toda a responsabilidade da criação dos shows Critical Role e Talks Machina.
Além das webséries, a empresa também anunciou uma série animada focada nos eventos da primeira campanha, inicialmente financiada através do Kickstarter e posteriormente adquirida pela Amazon Prime Video, uma série de comic books, e múltiplos jogos de tabuleiro.

## História
Critical Role foi criada pelos membros do Critical Role em 2015. Depois que Felicia Day descobriu a campanha privada de Dungeons & Dragons da qual Ashley Johnson participava, entrou em contato com o grupo para fazer um jogo em formato de live streaming para o Geek & Sundry. De maneira a facilitar a jogabilidade para o show, os personagens existentes foram convertidos do Pathfinder para Dungeons & Dragons 5ª edição antes da série começar a ser transmitida em 12 de março de 2015. O primeiro show da empresa, Critical Role, foi um grande sucesso. O segundo show, Talks Machina, foi transmitido a partir de 2016 pelo Geek & Sundry e Alpha, serviço de streaming da Legendary Digital Networks.
Em junho de 2018, Critical Role lançou seus canais do Twitch e YouTube, com Marisha Ray sendo anunciada como diretora de criação da franquia. Desde então, Critical Role começou a produzir seus próprios shows e conteúdos que não foram transmitidos nos canais do Geek & Sundry. Os sets de gravação de Critical Role e Talks Machina foram movidos para estúdios próprios em julho de 2018.
Em fevereiro de 2019, a separação de Critical Role do Geek & Sundry e Legendary Digital Networks foi finalizada, com a empresa assumindo toda a responsabilidade de produção sobre Critical Role e Talks Machina, com as transmissões e VODs distribuídos exclusivamente em seus próprios canais. Alguns episódios antigos (a Primeira Campanha completa, e os primeiros 19 episódios da Segunda Campanha, assim como os respectivos episódios de discussão no Talks Machina) continuam disponíveis nos arquivos do Geek & Sundry. Desde dezembro de 2019, alguns episódios mais antigos de Critical Role e Talks Machina foram deletados dos canais de Geek & Sundry e adicionados aos canais oficiais da Critical Role, iniciando a migração de conteúdos antigos.(0:45)
Em outubro de 2020, Critical Role anunciou uma "nova empresa de publicação de jogos de cartas e de mesa, a Darrington Press".
A equipe de direção é composta por Travis Willingham como diretor executivo, Matthew Mercer como diretor chefe de criação, Marisha Ray como diretora de criação, Ed Lopez como diretor de operações, Rachel Romero como vice presidente sênior de marketing, e Ben Van Der Fluit como vice-presidente de desenvolvimento de negócios.

## Produções

### Programas principais
- Critical Role, websérie e podcast[23][24] - como parte dos requisitos de distanciamento social causados pela pandemia de COVID-19, o show foi alterado para um formato pré-gravado.[25]
- Talks Machina, podcast - um aftershow apresentado por Brian W. Foster que é transmitido no canal do Twitch na terça-feira seguinte aos novos episódios de Critical Role.[26][23] Foster e alguns membros discutem os recentes episódios de Critical Role. Os convidados respondem perguntas enviadas pelos fãs, permitindo que eles possam obter mais detalhes sobre os eventos do jogo, as decisões tomadas pelos personagens, ou como os eventos afetam o desenvolvimento dos personagens. Talks Machina também realiza competições para conteúdo dos fãs, como "arte de fã da semana" e "cosplay da semana". Em março de 2020, o show entrou em hiato após o início da pandemia COVID-19; em setembro de 2020, o show retornou em um formato pré-gravado, sendo transmitido quinzenalmente.[24][27][28]
- Narrative Telephone - A equipe de Critical Role joga uma versão socialmente distante de telefone sem fio, usando mensagens de vídeo pré-gravadas.[29]

### Programas futuros
- Critical Role: The Legend of Vox Machina - série animada baseada nos eventos da Primeira Campanha. Os primeiros dez episódios da primeira temporada desta série foram financiados através do Kickstarter, com a Amazon obtendo os direitos de distribuição e financiando 14 episódios adicionais, sendo 2 episódios extras para a primeira temporada, e uma segunda temporada de 12 episódios.[13][30] A pandemia COVID-19 atrasou o lançamento previsto de outono de 2020 para uma data a ser definida.[31]

### Programas anteriores
- Critical Recap – Apresentado por Dani Carr e iniciando no 11º episódio da Segunda Campanha, Critical Recap era transmitido antes do episódio atual de Critical Role, revisando a história e acontecimentos dos episódios anteriores.[32] No início de 2020, o show foi substituído por um formato escrito e disponibilizado na página oficial.[33]
- Handbooker Helper – Uma série de vídeos introdutórios aos diferentes elementos de Dungeons & Dragons, apresentado por diferentes membros da equipe.[34][35] 42 episódios foram transmitidos antes da série ser concluída em junho de 2019.[36]
- UnDeadwood – Uma série limitada em 4 episódios, na qual Brian W. Foster mestra uma campanha baseada na série da HBO Deadwood, usando o sistema de RPG Deadlands.[37][38]

## Trabalhos licenciados e produtos

### Critical Role: The Legend of Vox Machina
Em 4 de março de 2019, a equipe anunciou um Kickstarter para financiar uma série animada de 22 minutos, chamada Critical Role: The Legend of Vox Machina Animated Special. A história da série apresentará a parte da Primeira Campanha que aconteceu antes do live-streaming começar. Para uma única animação de 22 minutos, mais os custos dos outros prêmios do projeto do Kickstarter, e as taxas associadas, a equipe estimou um valor de $750.000 dólares. Sem saber quanto demorariam para alcançar este valor, o projeto foi criado com duração de 45 dias.
Em menos de uma hora após o lançamento do projeto, mais de um milhão de dólares foram arrecadados. No final das primeiras 24 horas, todos os objetivos do projeto foram alcançados, e o total havia ultrapassado $4.3 milhões de dólares. Com quatro episódios de 22 minutos sendo financiados no primeiro dia, objetivos adicionais foram criados, aumentando o escopo do projeto para uma série animada. Em 18 de março de 2019, oito episódios de 22 minutos haviam sido financiados. Finalmente, em 4 de abril de 2019, o último objetivo do projeto foi alcançado ao atingir $8.8 milhões de dólares, durante a transmissão do 57º episódio da Segunda Campanha, expandindo a duração da série para dez episódios. Um "objetivo secreto" aos dez milhões de dólares foi alcançado em 16 de abril. O total final financiado em 19 de abril de 2019 foi de $11.3 milhões de dólares. Quando o prazo terminou, o projeto havia sido o mais rápido a ser financiado na história do Kickstarter, e o projeto de TV e filme mais bem financiado da plataforma.
A equipe reprisa seus respectivos papéis no Vox Machina, o grupo de aventureiros da Primeira Campanha. A série animada foi escrita por Jennifer Muro e animada pela Titmouse. O projeto deveria ser lançado no final de 2020. Entretanto, em junho de 2020, devido aos impactos da pandemia COVID-19, foi anunciado que a data seria postergada, e uma nova data de lançamento foi posteriormente definida como janeiro de 2022. Em novembro de 2019, a Amazon Prime Video anunciou que havia adquirido os direitos para The Legend of Vox Machina, e que havia solicitado 14 episódios adicionais, sendo dois para a primeira temporada, e uma segunda temporada de 12 episódios. Uma postagem no Kickstarter afirmou que os fãs que apoiaram o projeto ainda teriam acesso completo à primeira temporada.

### Darrington Press
Em outubro de 2020, Critical Role anunciou uma "nova publicadora de jogos de mesa e cartas, Darringon Press", que será liderada por Ivan Van Norman com Matthew Mercer como consultor criativo. Van Norman afirmou que "neste momento, a Darrington Press não está buscando utilizar de crowdfunding para seus lançamentos". Quatro jogos foram anunciados, ambientados tanto dentro quanto fora de Exandria, o universo criado por Matthew Mercer para as campanhas de Critical Role:
| Título                   | Tipo                            | Lançamento         |
| ------------------------ | ------------------------------- | ------------------ |
| Uk’otoa                  | Jogo de cartas semi-cooperativo | 1º trimestre, 2021 |
| Critical Role Adventures | Jogo de tabuleiro cooperativo   | 2º trimestre, 2021 |
| Syndicult                | Jogo de RPG                     | 3º trimestre, 2021 |
| Guardians of Matrimonia  | Jogo cooperativo de cartas      | 4º trimestre, 2021 |

### Miniaturas licenciadas
Em julho de 2018, Steamforged Games arrecadou cerca de $1.2 milhões de dólares em um projeto do Kickstarter para uma coleção licenciada de miniaturas baseadas nos personagens e NPCs de ambas as campanhas de Critical Role.
Em fevereiro de 2019, foi anunciado que as recompensas do projeto não seriam entregues no prazo previsto de março de 2019, visto que as peças usadas para controle de qualidade não atingiram níveis satisfatórios tanto para a Steamforged quanto para a equipe do Critical Role. As miniaturas começaram a ser enviadas apenas em junho de 2019, e desde então também foram disponibilizadas nas lojas onlines de Critical Role.

### Podcasts
O podcast Critical Role foi anunciado durante o 100º episódio da Primeira Campanha, sendo uma versão em áudio das sessões de RPG. O podccast é disponibilizado em múltiplasa fontes, como o próprio site do Critical Role, iTunes e Google Play Music. Os podcasts da Primeira Campanha foram lançados em pacotes de 10 a 15 episódios entre 8 de junho de 2017 e 8 de janeiro de 2018. Os podcasts da Segunda Campanha têm sido lançados na semana seguinte ao stream do episódio no Twitch.
Talks Machina é o segundo podcast criado pela Critical Role. Transmitido desde o 101º episódio da Primeira Campanha, ele é transmitido na semana posterior ao stream do Twitch, e seu conteúdo possui membros da equipe discutindo os acontecimentos do episódio anterior de Critical Role.

### Participação em jogos
O jogo eletrônico de RPG da Obsidian Entertainment, Pillars of Eternity II: Deadfire, recebeu um DLC intitulado Critical Role Pack no dia de lançamento, adicionando dublagens extras. O pacote corresponde com os oito personagens da Primeira Campanha, membros da Vox Machina.
Personagens secundários do show foram adicionados ao Idle Champions of the Forgotten Realms, como parte de um acordo de patrocínio.

### Comics

#### Vox Machina Origins
Em 22 de julho de 2017, na San Diego Comic-Con, foi anunciado que uma série de comics cobrindo a história inicial de Vox Machina pré-stream seriam publicadas. Em 6 de setembro de 2017, o Geek & Sundry anunciou parceria com a Dark Horse Comics para lançamento digital da primeira edição em 20 setembro de 2017.

#### The Mighty Nein Origins
Em 10 de novembro de 2020, a empresa anunciou a Critical Role: The Mighty Nein Origins, uma série de comics pela editora Dark Horse Comics com previsão de lançamento da primeira edição em junho de 2021.

#### The Tales of Exandria
Em 15 de dezembro de 2020, a empresa anunciou a Critical Role: The Tales of Exandria, uma mini-série de comics pela editora Dark Horse Comics com previsão de lançamento da primeira de quatro edições em março de 2021.

## Projetos de caridade

### Red Nose Day
Critical Role e Stephen Colbert se juntaram para o Red Nose Day, onde Matthew Mercer mestrou uma aventura para Colbert em uma sessão especial "mano-a-mano", que foi transmitida em 23 de maio de 2019. Os fãs puderam doar à causa e votar para definir elementos da aventura, como qual seria o animal companheiro de Colbert, sua classe de personagem, sua arma lendária, e qual vilão enfrentaria. Nesta campanha de um episódio, Colbert jogou como o bardo meio-elfo chamado Capo, que era acompanhado de uma abelha chamada Eric. O evento arrecadou $117.176 dólares para a caridade.

### Critical Role Foundation
Em setembro de 2020, a Critical Role lançou uma nova organização sem fins lucrativos, a Critical Role Foundation, com a missão de "deixar o mundo melhor do que quando o encontramos". Ashley Johnson foi nomeada presidente da organização, com Mathew Mercer, Eduardo Lopez, Rachel Romero, e Mark Koro como membros do conselho. A Critical Role Foundation afirma que 85% das doações serão enviadas para parceiros sem fins lucrativos, 10% serã alocado para fundos de emergência, 5% será alocado para taxas administrativas e despesas operacionais. Os fundos de emergência permitirão que a fundação "faça doações em casos de desastres naturais ou eventos imprevistos que necessitem de assitência humanitária." CBR reportou que a "Critical Role Foundation fará parceria com outras organizações do setor sem fins lucrativos que compartilham dos mesmos valores da equipe de Critical Role e sua comunidade, além de arrecadar fundos de emergência para serem doados em casos de auxílios emergenciais serem necessários. Sua parceria inaugural será com o First Nations Development Institute, que busca fortalecer as economias e comunidades nativo americanas. CRF pretende arrecadar $50 mil dólares para a First Nation, que servirá para financiar duas iniciativas da organização durante um ano".
Em uma entrevista, Johnson disse que "nós já trabalhamos com várias organizações sem fins lucrativos que focam em causas que são importantes para a equipe Critical Role e nossa comunidade... e desde que começamos em 2015, a comunidade Critical Role já arrecadou mais de meio milhão de dólares... Nós queríamos abrir nossa própria fundação sem fins lucrativos para que os doadores possam realizar doações dedutíveis de impostos... A CRF certamente terá presença no mundo de Critical Role, mas seguirá como uma entidade separada e conectada à principal.